# Bartków (Oleśnica)
Pour les articles homonymes, voir Bartków.
Bartków est une localité polonaise de la gmina de Dobroszyce, située dans le powiat d'Oleśnica en voïvodie de Basse-Silésie.